# Menesjärvi
Menesjärvi är en sjö i Finland. Den ligger i kommunen Enare i landskapet Lappland, i den norra delen av landet, 1 000 km norr om huvudstaden Helsingfors. Menesjärvi ligger 202,2 meter över havet. Arean är 6,32 kvadratkilometer och strandlinjen är 21,6 kilometer lång. Sjön  ingår i Pasvik älvs huvudavrinningsområde.   Den sträcker sig 6,1 kilometer i nord-sydlig riktning, och 4,3 kilometer i öst-västlig riktning.
I övrigt finns följande vid Menesjärvi:
- Menesjoki (ett vattendrag)
- Ruohojärvi (en sjö)
- Villinkijoki (ett vattendrag)